# Fölszántom a császár udvarát
A Fölszántom a császár udvarát című magyar népdalt Kodály Zoltán gyűjtötte. A dallamot Szalócon 1914-ben, a szöveget Szilicén 1913-ban (mindkettő Gömör vármegye).
Feldolgozások:
| Szerző          | Mire                       | Mű                                  | Előadás |
| --------------- | -------------------------- | ----------------------------------- | ------- |
| Kodály Zoltán   | daljáték                   | Háry János, IV. kaland              | [ 1 ]   |
| Máriássy István | zongora vagy ének és gitár | Elindultam szép hazámból, 60. kotta |         |

## Kotta és dallam
| Fölszántom a császár udvarát, belévetem hazám búbaját, hadd tudja meg császár fölsége, mi terem a magyar szívébe’. | Bánat terem abban, búvetés, a magyar élete szenvedés, áldd meg, Isten, császár fölségét, ne sanyargassa magyar népét. |

A dallamhoz eredetileg tartozó szöveg:
Az alföldi pusztán fúj a szél,  

Szegény juhászlegény vagyok én,   

Hova lett a nyájam? Eladtam.   

Hova lett az ára? Elittam.